# 21 de junho
21 de junho é o 172.º dia do ano no calendário gregoriano (173.º em anos bissextos). Faltam 193 dias para acabar o ano.
É o dia do solstício de junho, quando começa o verão no hemisfério norte e o inverno no hemisfério sul. Portanto, é o dia mais longo e a noite mais curta no hemisfério norte e o dia mais curto e a noite mais longa no hemisfério sul.

## Eventos históricos

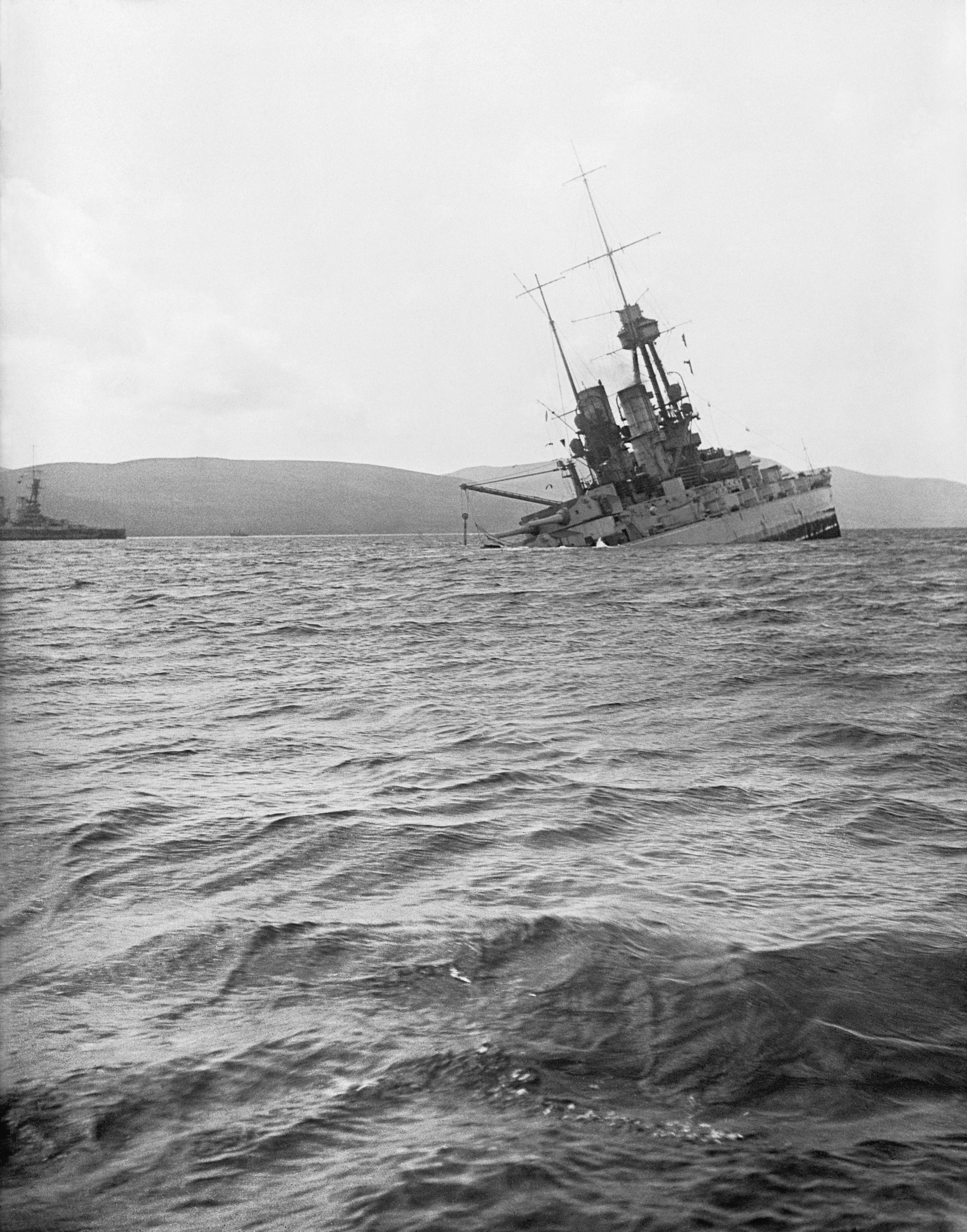
1919: Afundamento da frota alemã em Scapa Flow

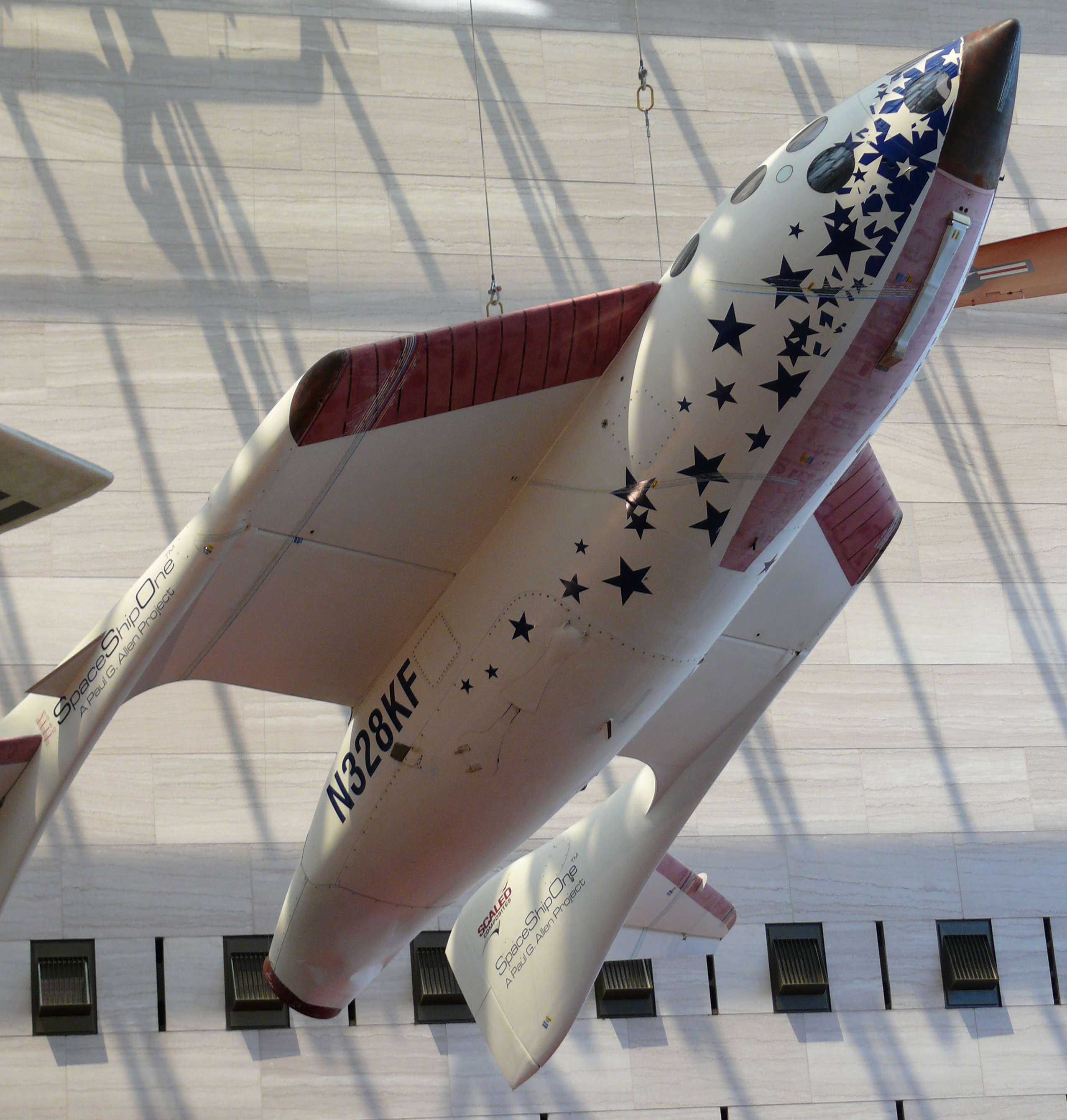
2004: O SpaceShipOne

- 217 a.C. — cerca de 70 km a oeste do Lago Trasimeno ocorre um terremoto de magnitude 6,5 na escala sismológica de Richter. Aconteceu durante a Batalha do Lago Trasimeno, no qual o general cartaginês Aníbal aniquilou o exército romano.
- 0533 — Uma frota expedicionária bizantina sob o comando de Belisário navega de Constantinopla para atacar os vândalos na África, via Grécia e Sicília.
- 1529 — As forças francesas são expulsas do norte da Itália pela Espanha na Batalha de Landriano durante a Guerra da Liga de Cognac.
- 1582 — Período Sengoku: Oda Nobunaga, o mais poderoso dos daimiôs japoneses, é forçado a cometer suicídio por seu próprio general Akechi Mitsuhide.
- 1621 — Execução de 27 líderes da Boêmia (três nobres, sete cavaleiros e 17 burgueses) da Revolta da Boêmia como consequência da Batalha da Montanha Branca.[1]
- 1640 — Chega de Lisboa à Bahia a esquadra que trazia Jorge de Mascarenhas, Marquês de Montalvão, primeiro vice-rei nomeado para o Brasil.
- 1662 — Padre António Vieira é intimado a depor perante o Tribunal da Inquisição, dando origem à "Resposta aos 25 Capítulos" da acusação instituída contra ele.
- 1791 — Luís XVI da França e sua família começam a Fuga para Varennes durante a Revolução Francesa.
- 1813
  - Guerra Peninsular: Arthur Wellesley derrota José Bonaparte na Batalha de Vitória.
  - No Alto Peru (atual Bolívia), o Exército do Norte sob o comando do advogado Manuel Belgrano, continua sua marcha para o norte, e toma a cidade de Potosí.
- 1824 — Guerra de independência da Grécia: forças egípcias capturam Psara no Mar Egeu.
- 1848 — Na Revolução Valaquiana, Ion Heliade Rădulescu e Christian Tell emitem a Proclamação de Islaz e criam um novo governo republicano.[2]
- 1867 — A vitória militar republicana sobre o Segundo Império Mexicano ocorre quando os últimos defensores do regime monárquico na Cidade do México agitam uma bandeira branca na catedral.
- 1898 — Os Estados Unidos capturam Guam da Espanha e incorporam como um território.
- 1900 — Levante dos Boxers. A China declara formalmente guerra aos Estados Unidos, Grã-Bretanha, Alemanha, França e Japão, com um decreto emitido pela Imperatriz Tseu-Hi.
- 1916 — Na Batalha de El Carrizal, os mexicanos derrotam Exército dos EUA (que haviam entrado no México durante a Expedição Punitiva para punir Pancho Villa.
- 1919 — Almirante Ludwig von Reuter afunda deliberadamente a frota alemã em Scapa Flow, Órcades. Os nove marinheiros mortos são as últimas vítimas da Primeira Guerra Mundial.
- 1929 — Um acordo intermediado pelo embaixador norte-americano Dwight Morrow encerra a Guerra Cristera no México.
- 1930 — O serviço militar obrigatório de um ano entra em vigor na França.[3]
- 1933 — Adolf Hitler proíbe a existência de outros partidos políticos na Alemanha.
- 1940
  - Começa a primeira navegação bem-sucedida de oeste a leste da Passagem do Noroeste em Vancouver, Colúmbia Britânica, Canadá.
  - Segunda Guerra Mundial: a Itália inicia uma invasão malsucedida da França.
- 1942 — Segunda Guerra Mundial: Tobruk é tomada pelas tropas italianas e alemãs.
- 1945 — Segunda Guerra Mundial: a Batalha de Okinawa termina quando a resistência organizada das forças do Exército imperial japonês desmorona na área de Mabuni, no extremo sul da ilha principal.
- 1947 — Crise na Academia de Lisboa. A PIDE prende os membros da Comissão Académica e da Comissão Central do MUD juvenil, entre eles Mário Soares, Salgado Zenha e Rui Grácio.
- 1948 — O disco LP é apresentado pela Columbia Records no hotel Waldorf–Astoria, em Nova Iorque.
- 1963 — O cardeal Giovanni Battista Montini é eleito papa Paulo VI.
- 1968 — Ocorreu a sexta-feira sangrenta como ficou conhecida repressão a um protesto estudantil no Rio de Janeiro, um conflito que terminou com 28 mortos.
- 1970 — A seleção brasileira, conquista a Copa do Mundo.
- 1982 — John Hinckley é considerado inocente por motivo de insanidade mental pela tentativa de assassinato do presidente americano Ronald Reagan.
- 1985 — O voo 139 da Braathens SAFE é sequestrado na aproximação do Aeroporto de Oslo, Fornebu. Forças especiais prendem o sequestrador e não há vítimas fatais.
- 1993 — O ônibus espacial Endeavour é lançado na missão STS-57 para recuperar o satélite European Retrievable Carrier (EURECA). É também a primeira missão do ônibus espacial a transportar o módulo Spacehab.
- 2001 — Um júri federal em Alexandria, Virgínia, indiciou 13 sauditas e um libanês no atentado de 1996 contra as torres de Khobar, na Arábia Saudita, que matou 19 militares americanos.
- 2004 — SpaceShipOne torna-se o primeiro avião espacial financiado pelo setor privado a alcançar voos espaciais.
- 2006 — Descobertos dois satélites de Plutão, batizados de Nix e Hidra.
- 2009 — Groenlândia assume o autogoverno.
- 2011 — Toma posse em Portugal o XIX Governo Constitucional, um governo de coligação pós-eleitoral entre o Partido Social Democrata e o CDS – Partido Popular chefiado pelo primeiro-ministro Pedro Passos Coelho.
- 2012 — Um Fokker Fokker F27 Friendship da Força Aérea da Indonésia cai perto do Aeroporto Internacional Halim Perdanakusuma, matando 11 pessoas.[4]
- 2025
  - Os Estados Unidos atacam três instalações nucleares no Irã. A ofensiva faz o país norte-americano entrar definitivamente no conflito entre Israel e Irã.
  - Um acidente de balão de ar quente em Praia Grande, Santa Catarina, Brasil, provoca 8 mortes.

## Nascimentos

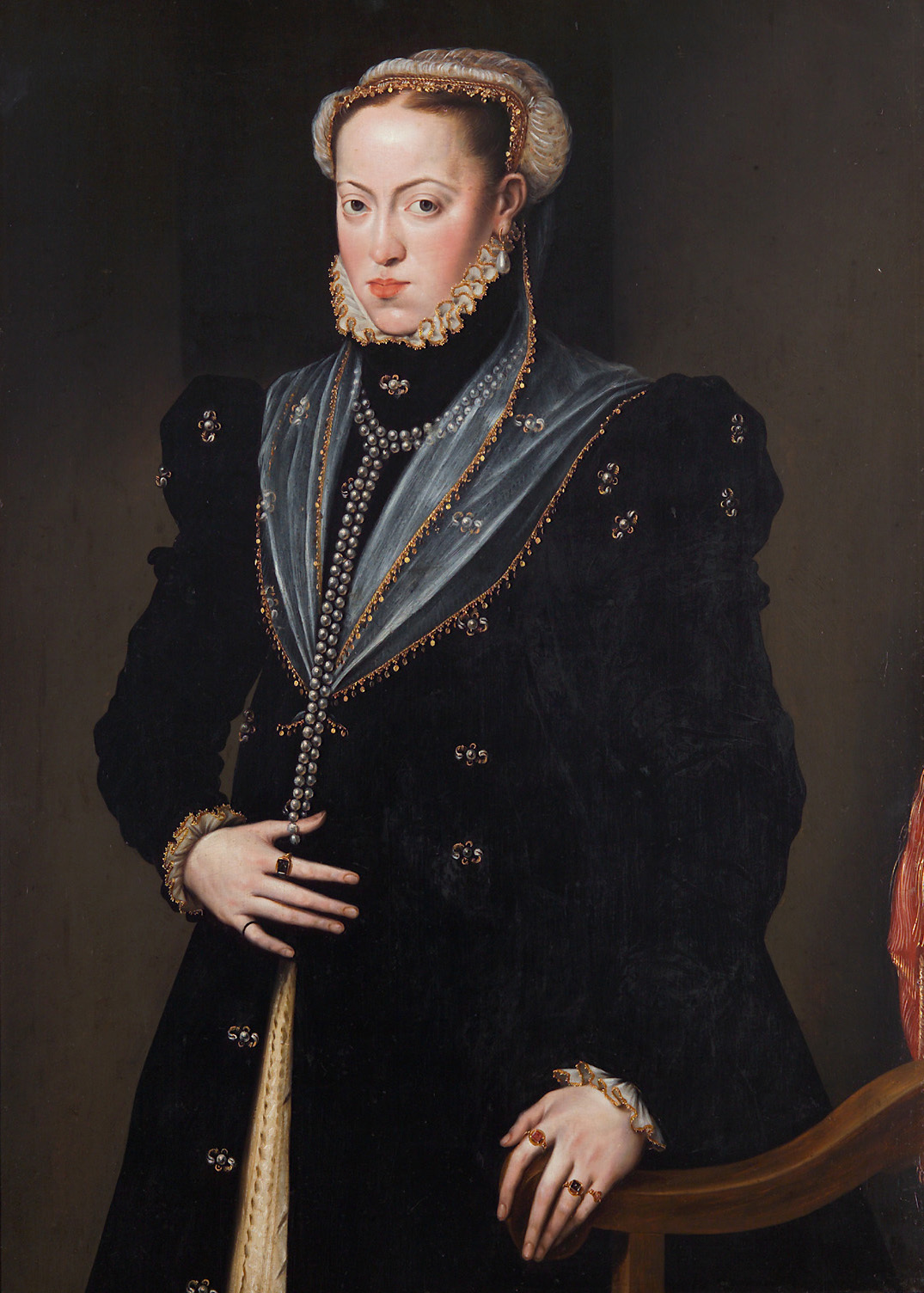
Maria da Áustria, Imperatriz Romano-Germânica

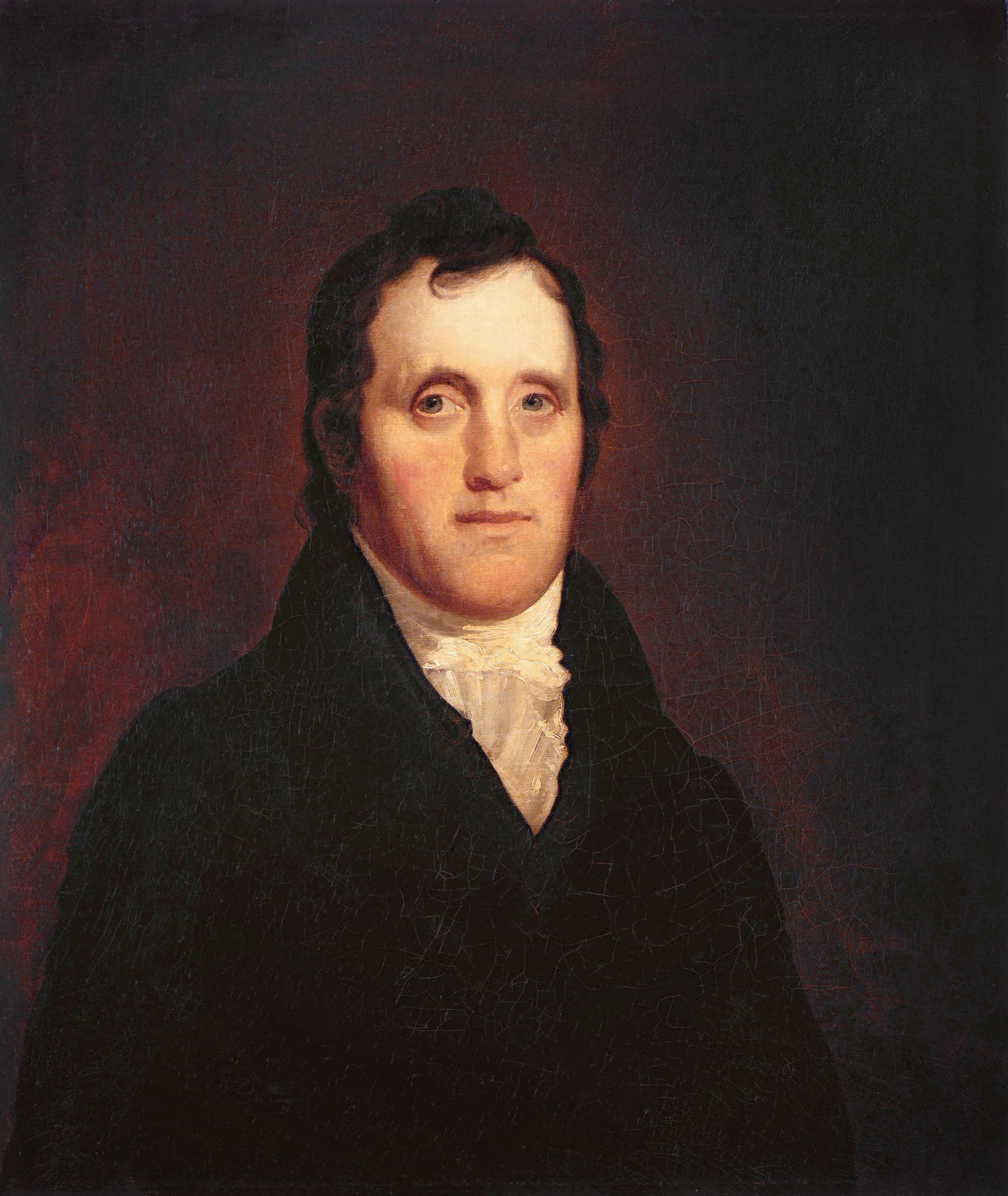
Daniel D. Tompkins

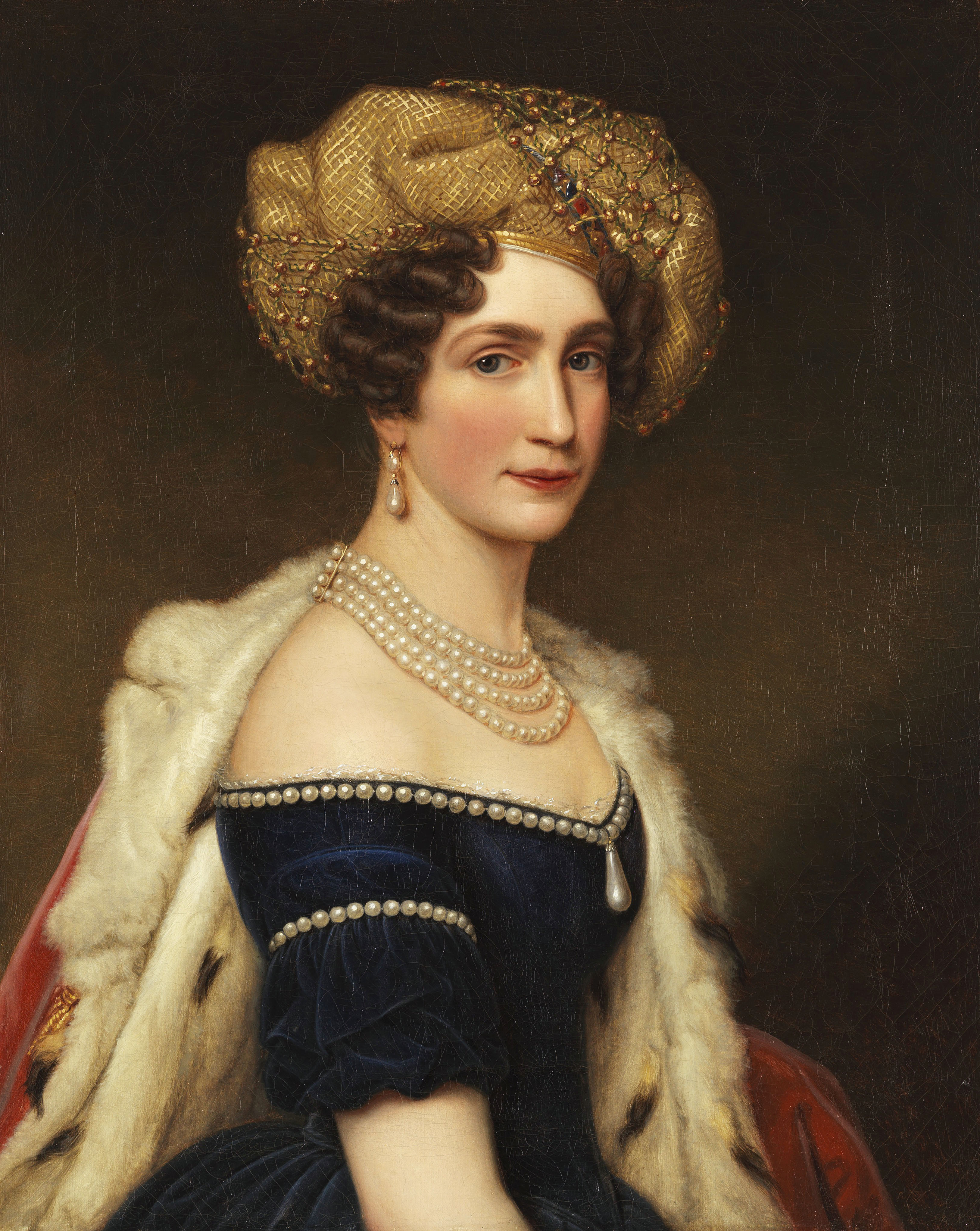
Augusta da Baviera

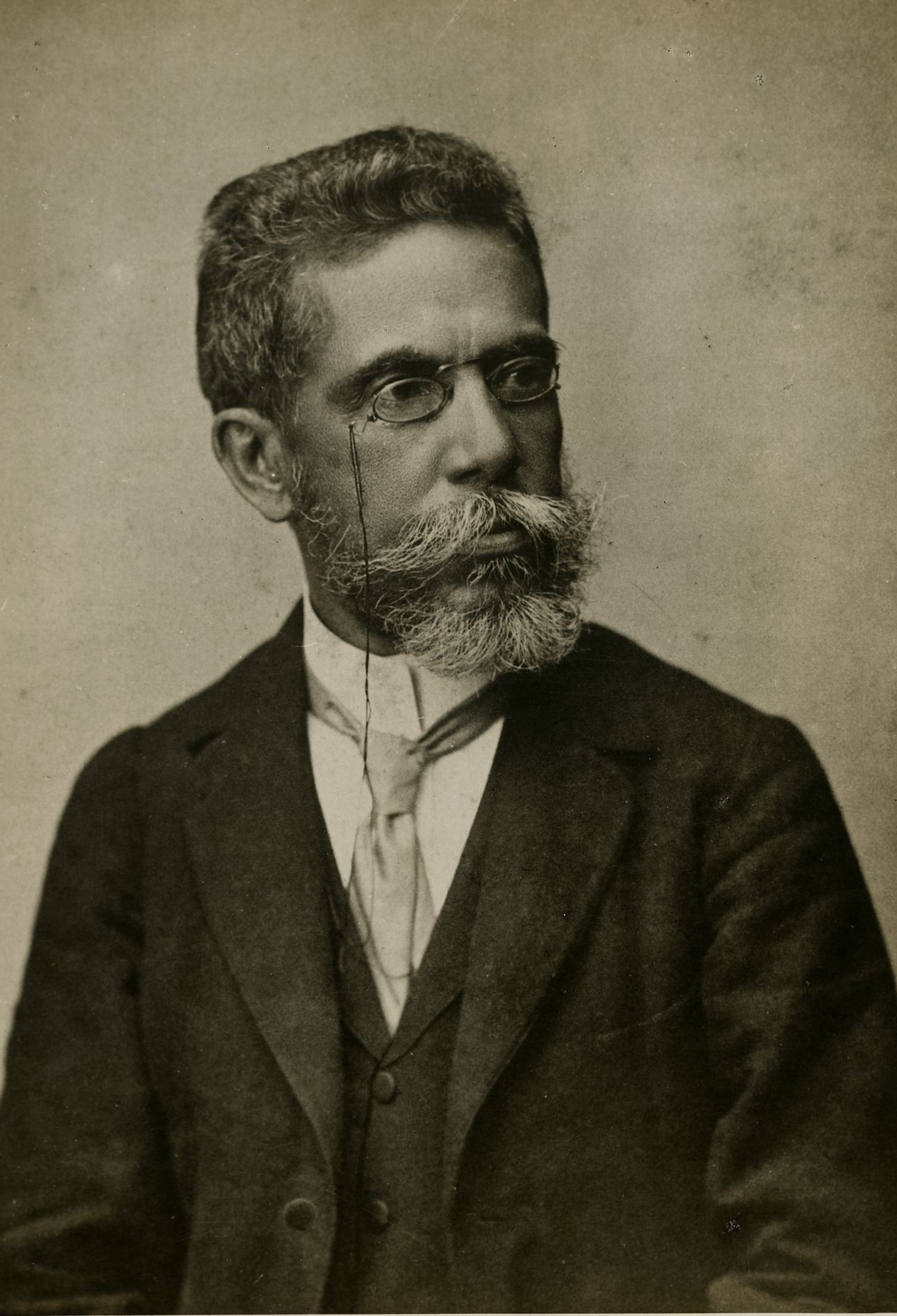
Machado de Assis

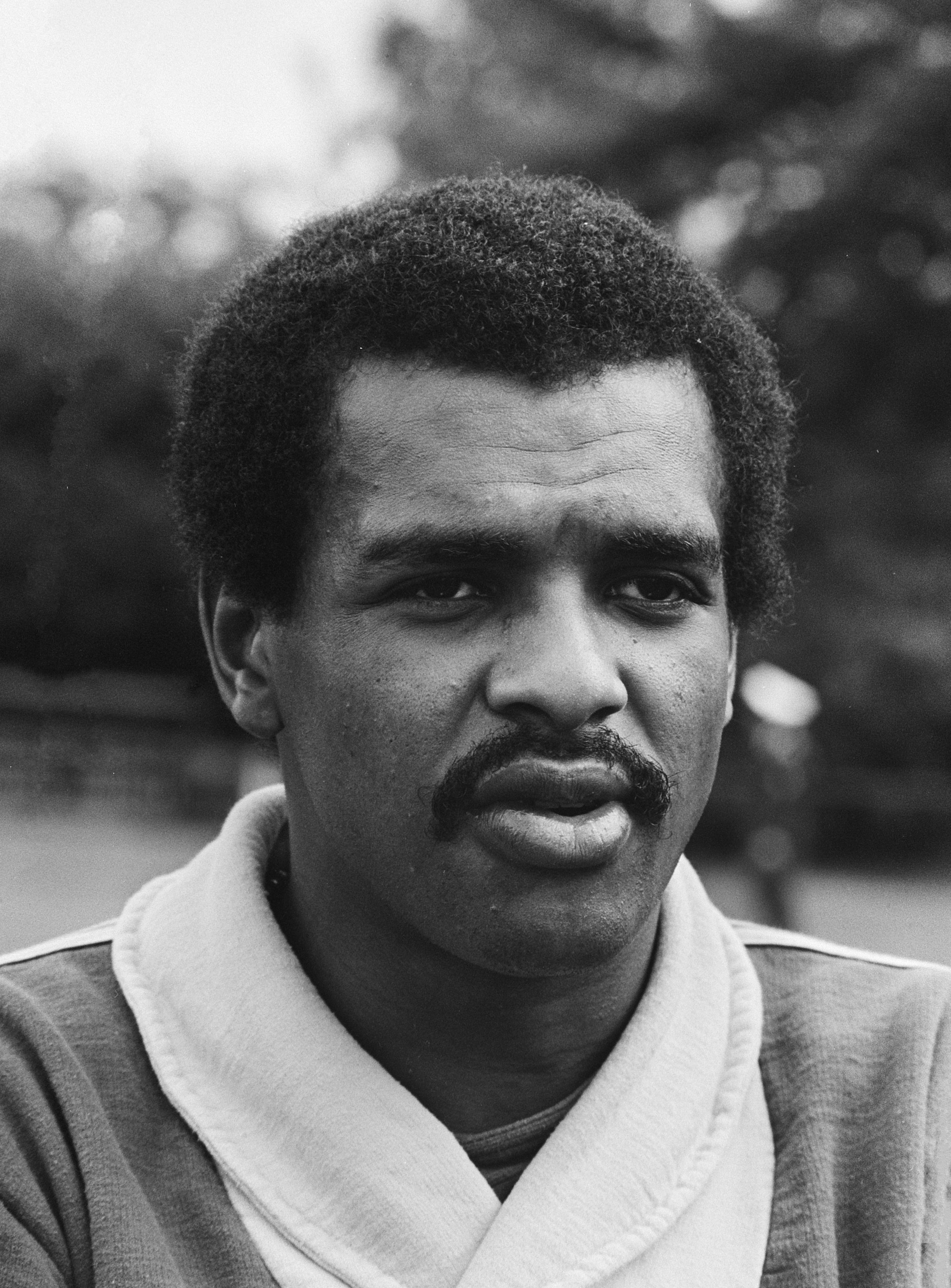
Luís Pereira

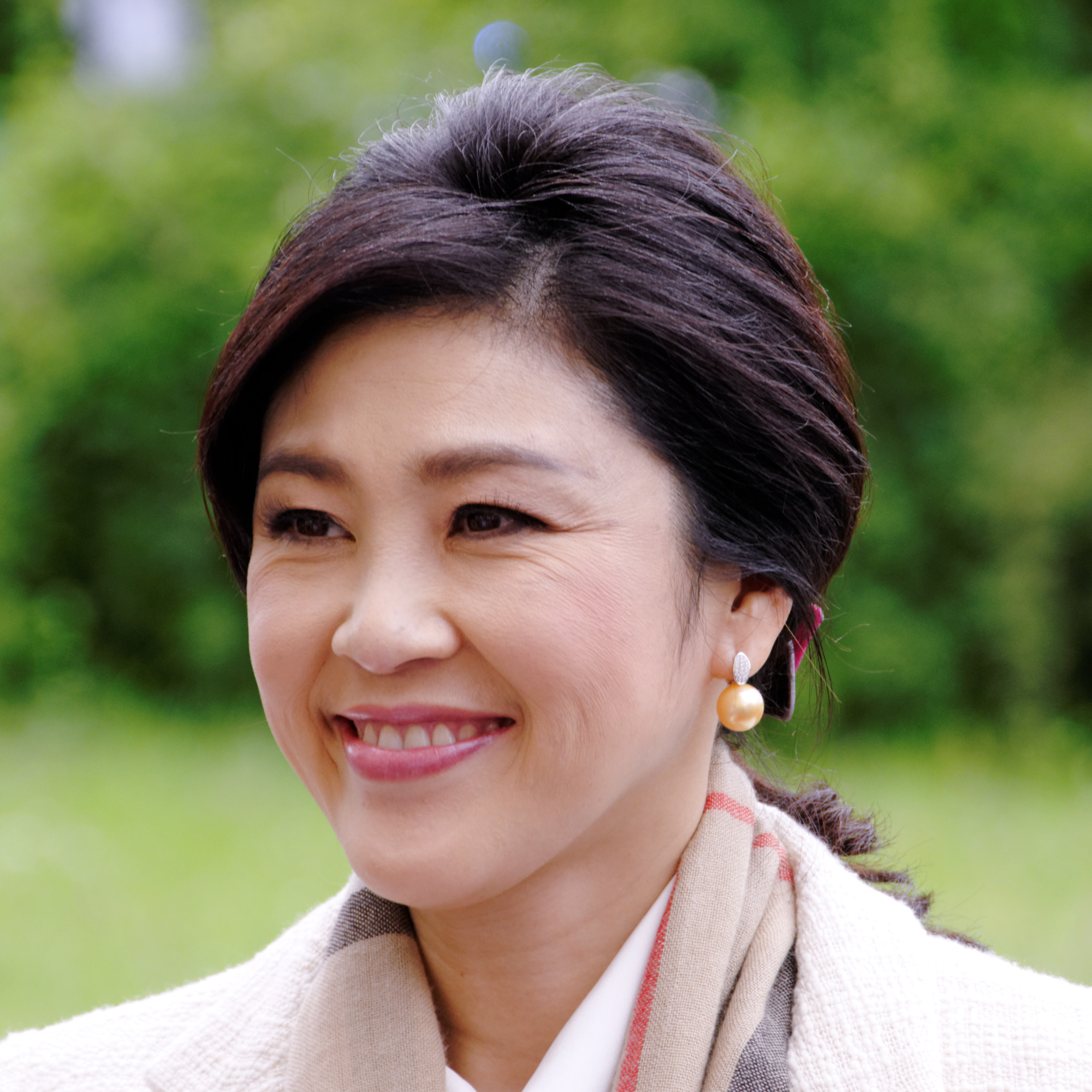
Yingluck Shinawatra

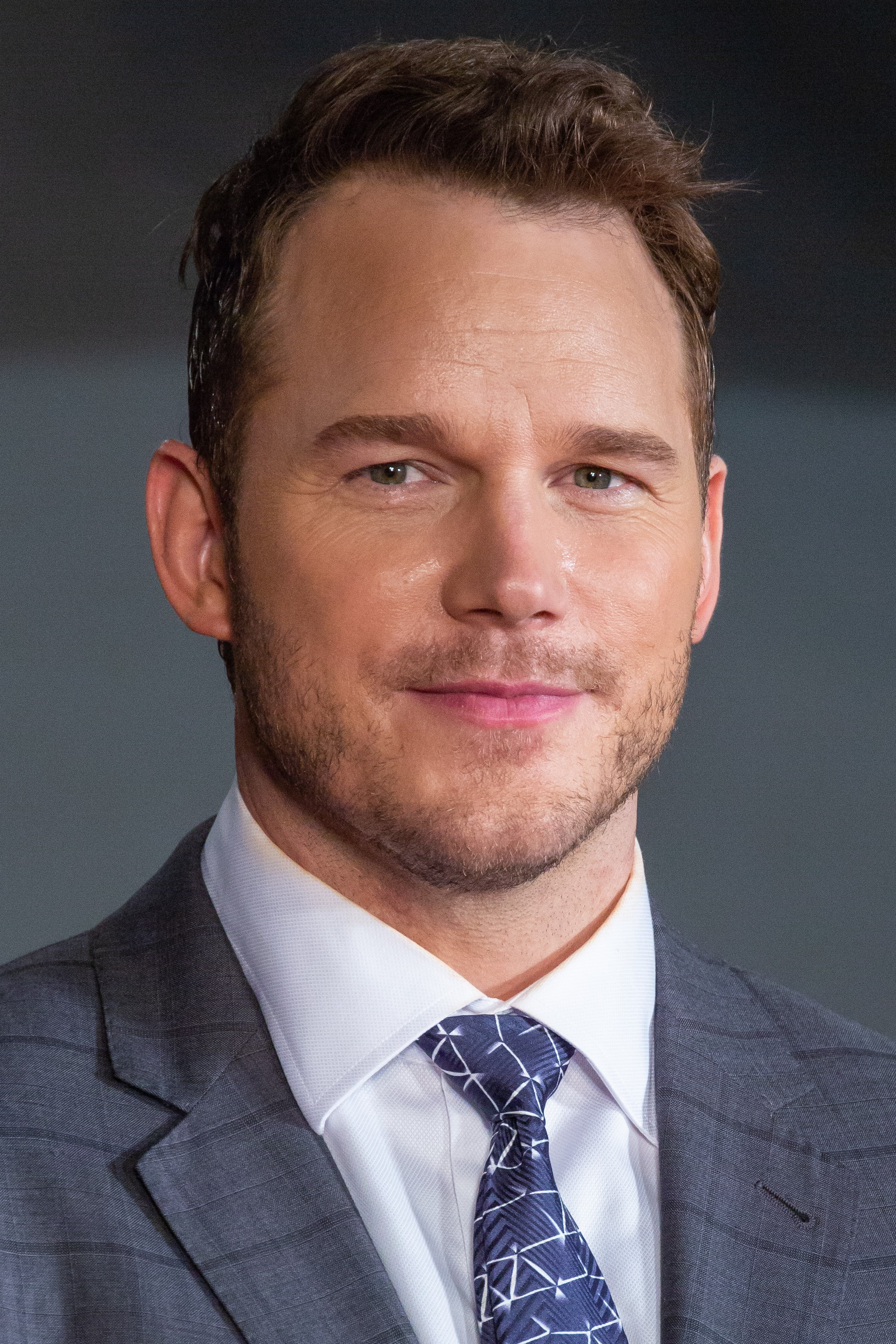
Chris Pratt

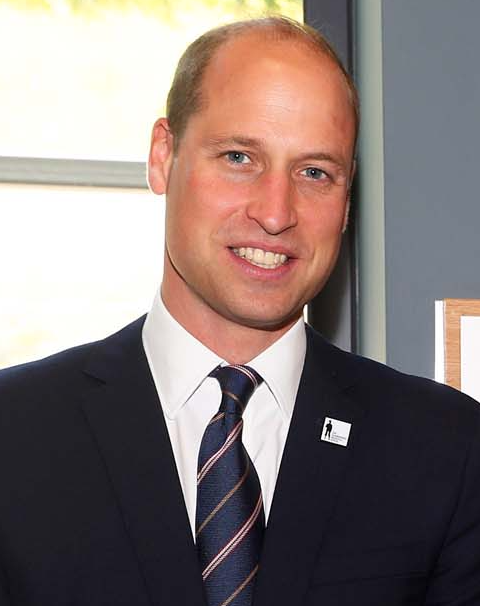
Guilherme, Príncipe de Gales

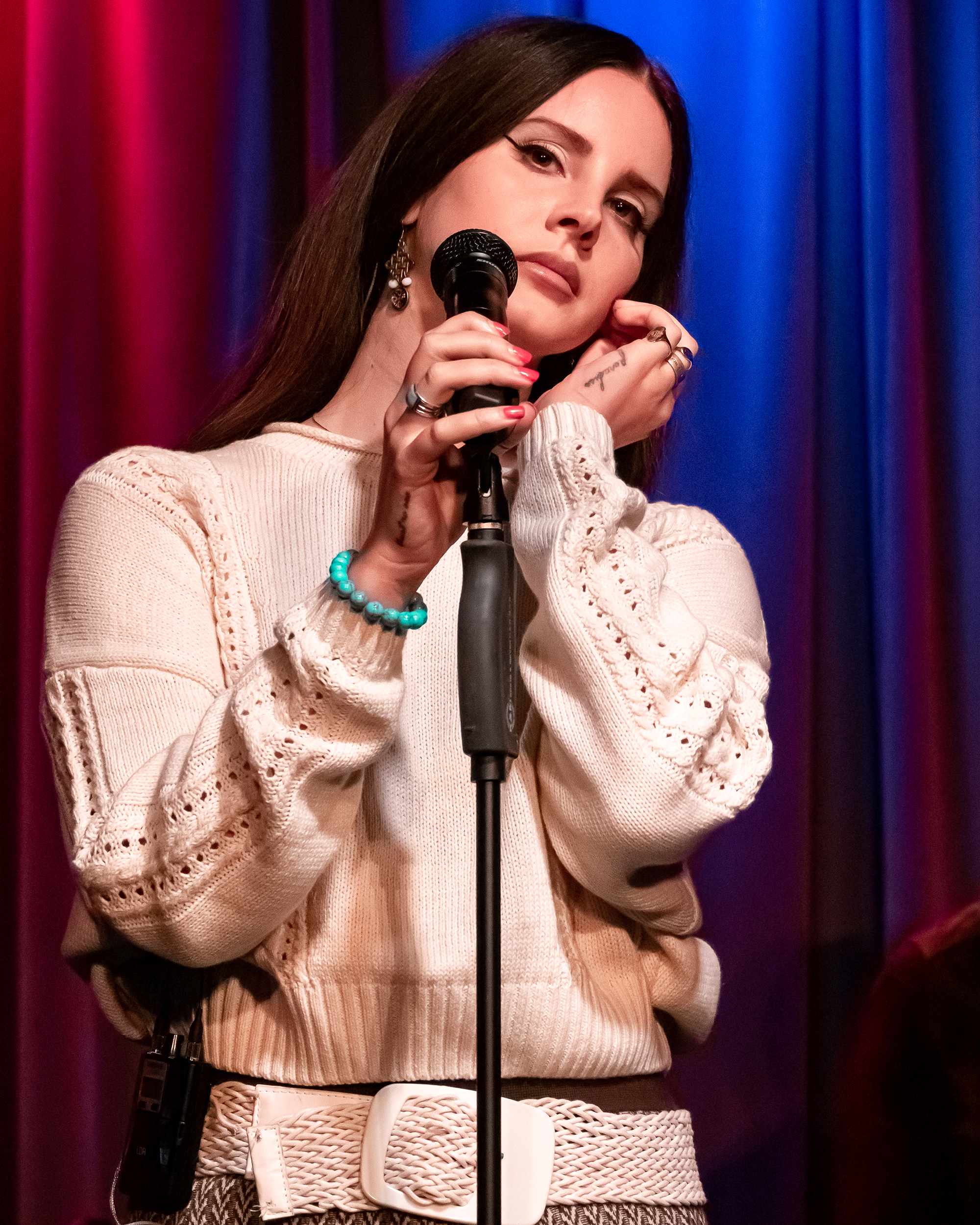
Lana Del Rey

### Anteriores ao século XIX
- 0598 — Papa Martinho I (m. 655).
- 1002 — Papa Leão IX (m. 1054).
- 1226 — Boleslau V, duque de Sandomierz (m. 1279).
- 1528 — Maria da Áustria, Imperatriz Romano-Germânica (m. 1603).
- 1535 — Leonhard Rauwolf, físico e botânico alemão (m. 1596).
- 1565 — Scipione Chiaramonti, astrônomo e filósofo italiano (m. 1652).
- 1630 — Samuel Oppenheimer, banqueiro e diplomata judeu alemão (m. 1703)
- 1640 — Abraham Mignon, pintor neerlandês (m. 1679).
- 1636 — Godofredo Maurício de La Tour de Auvérnia, Duque de Bulhão (m. 1721).
- 1646 — Maria Francisca de Saboia, Rainha de Portugal (m. 1683).
- 1676 — Anthony Collins, filósofo e autor inglês (m. 1729).
- 1706 — John Dollond, astrônomo e oculista britânico (m. 1761).
- 1710 — James Short, matemático escocês (m. 1768).
- 1732 — Johann Christoph Friedrich Bach, compositor alemão (m. 1795).
- 1741 — Benedito, Duque de Chablais (m. 1808).
- 1750 — Pierre-Nicolas Beauvallet, escultor e desenhista francês (m. 1818).
- 1774 — Daniel D. Tompkins, político estadunidense (m. 1825).
- 1781 — Siméon Denis Poisson, matemático francês (m. 1840).
- 1782 — Maria Augusta da Saxônia (m. 1863).
- 1786 — Karl von Reyher, general alemão (m. 1857).
- 1788 — Augusta da Baviera (m. 1850).

### Século XIX
- 1808 — Bernard du Bus de Gisignies, ornitólogo, político e paleontólogo belga (m. 1874).
- 1809 — Santiago Derqui, político argentino (m. 1867).
- 1811 — Carlo Matteucci, físico italiano (m. 1868).
- 1813 — William Edmondstoune Aytoun, poeta britânico (m. 1865).
- 1818 — Ernesto II, Duque de Saxe-Coburgo-Gota (m. 1893).
- 1823 — Jean Chacornac, astrônomo francês (m. 1873).
- 1828 — Ferdinand André Fouqué, geólogo francês (m. 1904).
- 1830 — Luís Gama, advogado, jornalista e escritor brasileiro (m. 1882).
- 1831 — Carlota Frederica da Prússia (m. 1855).
- 1832 — Thomas Hanbury, empresário britânico (m. 1907).
- 1839 — Machado de Assis, escritor brasileiro (m. 1908).
- 1854 — Apolônia Pinto, atriz brasileira (m. 1937).
- 1863 — Max Wolf, astrônomo alemão (m. 1932).
- 1864 — Heinrich Wölfflin, escritor, filósofo, historiador e crítico de arte suíço (m. 1945).
- 1866 — Lena Rice, tenista irlandesa (m. 1907).
- 1868
  - Graça Aranha, escritor brasileiro (m. 1931).
  - Edwin Stephen Goodrich, zoólogo alemão (m. 1946).
  - Edward Chaytor, militar neozelandês (m. 1939).
- 1870 — Clara Immerwahr, química alemã (m. 1915).
- 1872 — Maomé Ali Xá Qajar (m. 1925).
- 1882 — Lluís Companys, político espanhol (m. 1940).
- 1884 — Claude Auchinleck, militar britânico (m. 1981).
- 1887 — Norman Levi Bowen, geólogo e mineralogista canadense (m. 1956).
- 1889 — Ralph Craig, atleta estadunidense (m. 1972).
- 1890 — Frank Sherman Land, empresário estadunidense (m. 1959).
- 1891 — Hermann Scherchen, maestro alemão (m. 1966).
- 1892 — Reinhold Niebuhr, teólogo estadunidense (m. 1971).
- 1900 — Choi Yong-kun, político e militar norte-coreano (m. 1976).

### Século XX

#### 1901–1950
- 1903 — Al Hirschfeld, ilustrador estadunidense (m. 2003).
- 1905 — Jean-Paul Sartre, filósofo francês (m. 1980).
- 1906 — Helene Costello, atriz estadunidense (m. 1957).
- 1907 — Auguste Hellemans, futebolista belga (m. 1992).
- 1909 — André Vandeweyer, futebolista e treinador de futebol belga (m. 1992).
- 1911 — Karl Silberbauer, militar austríaco (m. 1972).
- 1912
  - Josef Kitzmüller, futebolista austríaco (m. 1979).
  - Mary McCarthy, escritora, política e crítica literária estadunidense (m. 1989).
- 1914 — William Vickrey, economista canadense (m. 1996).
- 1915 — Jean Bastien, futebolista e treinador de futebol francês (m. 1969).
- 1919
  - Nélson Gonçalves, cantor brasileiro (m. 1998).
  - Antónia Mesina, mártir católica italiana (m. 1935).
  - Laura Motta, religiosa brasileira (m. 2014).
- 1920 — Carlos Scliar, desenhista, gravurista e pintor brasileiro (m. 2001).
- 1921
  - Jane Russell, atriz e cantora estadunidense (m. 2011).
  - Judy Holliday, atriz e cantora estadunidense (m. 1965).
- 1922 — Joseph Ki-Zerbo, político e historiador burquinês (m. 2006).
- 1924 — Ricardo Infante, futebolista argentino (m. 2008).
- 1925
  - Maureen Stapleton, atriz estadunidense (m. 2006).
  - Luis Adolfo Siles Salinas, político boliviano (m. 2005).
  - Giovanni Spadolini, político italiano (m. 1994).
- 1927 — Fernando Faro, produtor musical brasileiro (m. 2016).
- 1928 — Wolfgang Haken, matemático alemão (m. 2022).
- 1929 — Abdel Halim Hafez, cantor e ator egípcio (m. 1977).
- 1931 — Margaret Heckler, advogada e política norte-americana (m. 2018).
- 1932
  - Ilka Soares, atriz brasileira (m. 2022).
  - Lalo Schifrin, compositor e pianista argentino (m. 2025).
- 1933
  - Bernie Kopell, ator estadunidense.
  - John Cannon, automobilista canadense (m. 1999).
- 1935
  - Françoise Sagan, escritora francesa (m. 2004).
  - Iran Lima, ator e diretor brasileiro (m. 2024).
- 1939 — Rubén Berríos Martínez, político e advogado porto-riquenho.
- 1940
  - Enn Klooren, ator estoniano (m. 2011).
  - Miguel Loayza, futebolista peruano (m. 2017).
- 1941
  - Eduardo Suplicy, político brasileiro.
  - Lyman Ward, ator canadense.
- 1943 — Roberto Bolant, ator brasileiro.
- 1944
  - Corinna Tsopei, ex-modelo e atriz grega.
  - Ray Davies, músico britânico.
  - Jon Hiseman, músico britânico (m. 2018).
- 1946
  - Brenda Holloway, cantora e compositora estadunidense.
  - Per Eklund, ex-automobilista sueco.
- 1947
  - Meredith Baxter, atriz estadunidense.
  - Joey Molland, músico britânico (m. 2025).
  - Shirin Ebadi, jurista e ativista iraniana.
  - Fernando Savater, filósofo e escritor espanhol.
- 1948
  - Tim Wood, ex-patinador artístico estadunidense.
  - Andrzej Sapkowski, escritor polonês.
  - Ian McEwan, escritor britânico.
- 1949 — Luís Pereira, ex-futebolista brasileiro.
- 1950
  - Joey Kramer, baterista estadunidense.
  - Vasilis Papakonstantinou, cantor grego.
  - Gérard Lanvin, ator francês.
  - Almir Chediak, produtor musical, empresário, violonista e compositor brasileiro (m. 2003).
  - John Paul Young, cantor anglo-australiano.

#### 1951–2000
- 1951 — Miguel Ángel Gamboa, ex-futebolista chileno.
- 1952 — Marcella Detroit, cantora estadunidense.
- 1953
  - Benazir Bhutto, política paquistanesa (m. 2007).
  - Michael Bowen, ator norte-americano.
- 1954
  - Robert Menasse, escritor austríaco.
  - Augustus Pablo, músico jamaicano (m. 1999).
- 1955
  - Michel Platini, ex-futebolista e dirigente esportivo francês.
  - Juan Carlos Orellana, futebolista chileno (m. 2022).
- 1956 — Roberto Mosquera, ex-futebolista e treinador de futebol peruano.
- 1957 — Luis Antonio Tagle, cardeal filipino.
- 1958
  - Raúl Ormeño, ex-futebolista chileno.
  - Gennadi Padalka, astronauta russo.
  - Eric Douglas, ator e comediante norte-americano (m. 2004).
- 1959
  - Guerrinha, ex-jogador e treinador de basquete brasileiro.
  - Tshering Yangdon, rainha consorte butanesa.
- 1960 — Philadelpho Menezes, poeta, tradutor e ensaísta (m. 2000).
- 1961
  - Manu Chao, músico francês.
  - Joko Widodo, político indonésio.
  - Luis de la Fuente, ex-futebolista e treinador de futebol espanhol.
- 1962 — Viktor Tsoi, cantor, compositor e guitarrista russo (m. 1990).
- 1963
  - Gosho Aoyama, desenhista japonês.
  - Beno César, cantor, produtor e compositor brasileiro.
- 1964
  - Lorena Calábria, jornalista e apresentadora de televisão brasileira.
  - Doug Savant, ator britânico.
  - Dean Saunders, ex-futebolista e treinador de futebol britânico.
  - Ana Martel, cantora e compositora brasileira.
  - Oleg Kononenko, astronauta russo.
  - David Morrissey, ator britânico.
- 1965
  - Yang Liwei, astronauta chinês.
  - Sonique, cantora, DJ e musicista britânica.
  - Vinicius Farah, político brasileiro.
- 1966
  - Lucas Alcaraz, ex-futebolista e treinador de futebol espanhol.
  - Gretchen Carlson, ex-modelo e apresentadora estadunidense.
  - Alisyn Camerota, jornalista norte-americana.
  - Guillermo Sanguinetti, ex-futebolista e treinador de futebol uruguaio.
- 1967
  - Carrie Preston, atriz estadunidense.
  - Yingluck Shinawatra, política tailandesa.
  - Pierre Omidyar, empresário francês.
- 1968 — Chris Gueffroy, garçom alemão (m. 1989).
- 1969 — Rick Bonadio, produtor musical brasileiro.
- 1970
  - Pete Rock, rapper e produtor musical estadunidense.
  - Antônio Carlos Roy, treinador de futebol brasileiro.
- 1971
  - Faryd Mondragón, ex-futebolista colombiano.
  - Lloyd Chitembwe, ex-futebolista e treinador de futebol zimbabuano.
  - Anette Olzon, cantora sueca.
- 1973
  - Juliette Lewis, atriz e cantora estadunidense.
  - Vīts Rimkus, ex-futebolista letão.
  - Zuzana Čaputová, política, advogada e ativista eslovaca.
  - Frank Vogel, treinador de basquete estadunidense.
  - Oliver Fix, ex-canoísta alemão.
- 1974
  - Flavio Roma, ex-futebolista italiano.
  - Antonino Bernardini, ex-futebolista italiano.
  - Davide Bombardini, ex-futebolista italiano.
- 1976
  - Mike Einziger, músico estadunidense.
  - Miroslav Karhan, ex-futebolista eslovaco.
- 1978
  - Anna Barbarzak, diplomata polaca.
  - Cristiano Lupatelli, ex-futebolista italiano.
  - Erica Durance, atriz canadense.
- 1979
  - Chris Pratt, ator estadunidense.
  - Maleagi Ngarizemo, ex-futebolista namibiano.
  - Kostas Katsouranis, ex-futebolista grego.
  - Priscilla Castro, jornalista brasileira.
- 1980
  - Branko Bošković, ex-futebolista montenegrino.
  - Federico Kammerichs, ex-basquetebolista argentino.
- 1981
  - Brandon Flowers, músico estadunidense.
  - Christian Montanari, automobilista samarinês.
- 1982
  - Guilherme, Príncipe de Gales.
  - Elcio Coronato, apresentador de televisão brasileiro.
  - Danny Buijs, ex-futebolista holandês.
- 1983 — Edward Snowden, analista de sistemas estadunidense.
- 1984
  - Michael Quiñónez, futebolista equatoriano.
  - Milton Barros, basquetebolista angolano.
  - Erick Silva, lutador brasileiro de artes marciais mistas.
  - Jujubee drag queen norte-americana.
- 1985
  - Lana Del Rey, cantora estadunidense.
  - Yusuke Hatanaka, ex-ciclista japonês.
  - Kris Allen, cantor, compositor e músico estadunidense.
- 1986
  - Bruno Coutinho, futebolista brasileiro.
  - Cheick Tioté, futebolista marfinense (m. 2017).
  - Jean-Eudes Maurice, ex-futebolista haitiano.
- 1987
  - Sebastian Prödl, futebolista alemão.
  - Pablo Barrera, futebolista mexicano.
  - Kim Ryeo-wook, cantor, compositor e ator sul-coreano.
- 1988
  - Anderson Tomazini, ator e modelo brasileiro.
  - Isaac Vorsah, ex-futebolista ganês.
  - Paolo Tornaghi, futebolista italiano.
  - Nayara Justino, atriz e modelo brasileira.
- 1989 — Raheleh Asemani, taekwondista belga.
- 1990
  - Ričardas Berankis, tenista lituano.
  - François Moubandje, futebolista suíço.
  - Håvard Nordtveit, ex-futebolista norueguês.
  - Chad Ho, maratonista aquático sul-africano.
- 1991
  - Pablo Castro, futebolista brasileiro.
  - Gaël Kakuta, futebolista francês.
  - Fakhreddine Ben Youssef, futebolista tunisiano.
  - Min, cantora e atriz sul-coreana.
- 1992 — Taleb Tawatha, ex-futebolista israelense.
- 1994 — Chisato Okai, cantora e atriz japonesa.
- 1995 — Beatriz Ortiz, jogadora de polo aquático espanhola.
- 1996
  - Annalisa Cochrane, atriz norte-americana.
  - Alfredo Morelos, futebolista colombiano.
  - Scottie Scheffler, golfista norte-americano.
- 1997
  - Rebecca Black, atriz e cantora estadunidense.
  - Ferdinando de Habsburgo-Lorena.
  - Artem Dovbyk, futebolista ucraniano.
- 1998 — Gerben Thijssen, ciclista belga.
- 1999 — Natalie Alyn Lind, atriz estadunidense.
- 2000 — Lusia Steele, ciclista britânica.

### Século XXI
- 2001 — Rubens, futebolista brasileiro.
- 2003 — Giovana Queiroz, futebolista brasileira.

## Mortes

### Anteriores ao século XIX
- 1040 — Fulco III de Anjou (n. 965).
- 1208 — Filipe da Suábia (n. 1176).
- 1305 — Venceslau II da Boêmia (n. 1271).
- 1377 — Eduardo III de Inglaterra (n. 1312).
- 1521 — Leonardo Loredano, doge de Veneza (n. 1436).
- 1527 — Nicolau Maquiavel, historiador e cientista político italiano (n. 1469).
- 1582 — Oda Nobunaga, general japonês (n. 1534).
- 1591 — Luís de Gonzaga, santo católico italiano (n. 1568).
- 1621 — Luís de Guise, cardeal francês (n. 1575).
- 1631 — John Smith, capitão e explorador inglês (n. 1580).
- 1662 — Andrea Sacchi, pintor italiano (n. 1599).
- 1652 — Inigo Jones, arquiteto inglês (n. 1573).
- 1738 — Charles Townshend, 2.º Visconde Townshend (n. 1674).

### Século XIX
- 1820 — Alexis Thérèse Petit, físico francês (n. 1791).
- 1876 — Antonio López de Santa Anna, político e militar mexicano (n. 1794).
- 1886 — Daniel Dunglas Home, médium britânico (n. 1833).

### Século XX
- 1908 — Nikolai Rimsky-Korsakov, compositor russo (n. 1844).
- 1914 — Bertha von Suttner, nobre, escritora, pacifista e compositora de música austro-húngara (n. 1843).
- 1940 — Édouard Vuillard, pintor francês (n. 1868).
- 1942 — Teixeira Lopes, escultor português (n. 1866).
- 1954 — Gideon Sundbäck, engenheiro e inventor sueco (n. 1880).
- 1969 — Henriqueta Martins Catharino, feminista e educadora brasileira (n. 1886).
- 1970 — Sukarno, político indonésio (n. 1901).

### Século XXI
- 2001 — John Lee Hooker, músico estadunidense (n. 1917).
- 2004 — Leonel Brizola, político brasileiro (n. 1922).
- 2008 — Scott Kalitta, piloto estadunidense de dragsters (n. 1962).
- 2010 — Hermann Gonçalves Schatzmayr, virologista brasileiro (n. 1936).
- 2012 — Ramaz Shengelia, futebolista georgiano (n. 1957).
- 2013
  - Alen Pamić, futebolista croata (n. 1989).
  - Margret Göbl, patinadora artística alemã (n. 1938).
- 2019 — Sílvio Baccarelli, maestro e filantropo brasileiro (n. 1931).
- 2023 — Lucia Hippolito, cientista política e historiadora brasileira (n. 1950).

## Feriados e eventos cíclicos

### Internacional
- Dia Mundial do Yoga
- Dia do Profissional de Mídia
- Dia do Aperto de Mão
- Dia Mundial da Girafa
- Dia Mundial da Hidrografia
- Dia Mundial do Skate
- Dia do Intelectual

### Brasil
- Dia Nacional do Controle da Asma.
- Dia Nacional de Luta contra a Esclerose Lateral Amiotrófica.

### Canadá
- Dia Nacional dos Aborígenes.

### Groenlândia
- Dia Nacional da Groenlândia.

### Santo do dia
- Luís Gonzaga

## Outros calendários
- No calendário romano era o 11.º dia (XI) antes das calendas de julho.
- No calendário litúrgico tem a letra dominical D para o dia da semana.
- No calendário gregoriano a epacta do dia é vi.